# وكالة مصايد الأسماك (اليابان)
وكالة مصايد الأسماك (水産庁 Suisan-chō) هي وكالة تابعة لوزارة الزراعة والغابات ومصايد الأسماك في اليابان .

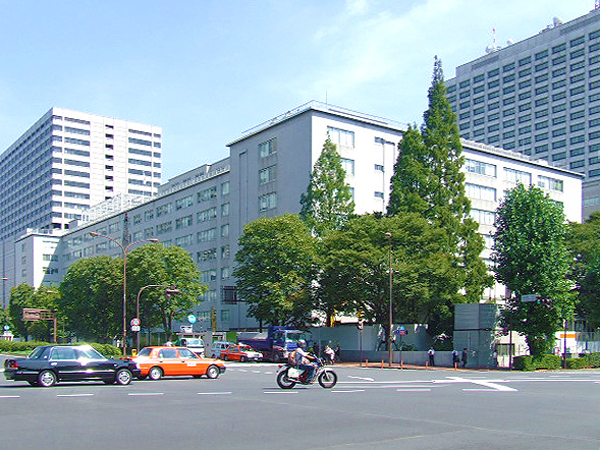
توجد وكالة الثروة السمكية في مبنى وزارة الزراعة والغابات والثروة السمكية في كاسوميجاسيكي

يقع مقرها الرئيسي في كاسوميغاسيكي ، تشيودا ، طوكيو . 
وتضمن الوكالة أن الأسماك التي يتم اصطيادها في الأراضي اليابانية يتم اصطيادها بموجب القانون الياباني.  ويحدد القانون أيضًا غرامات على الأسماك التي لا يتم اصطيادها بموجب هذا القانون.